# Musée de la Légion étrangère
Le musée de la Légion étrangère, situé à Aubagne en France, présente l'histoire et les faits d'armes de cette institution au travers de ses collections et expositions. Il accueille chaque année de nombreux visiteurs (environ 25 000 par an), ainsi que des scolaires et des expositions temporaires.

## Historique
Le musée est l'héritier de la salle d'honneur du 1er régiment étranger créée en 1892 à Sidi bel-Abbès, en Algérie. Il prend son appellation actuelle en 1935 et est inauguré le 11 novembre de la même année. Il comprend alors trois salles, la salle des campagnes anciennes, la salle des campagnes modernes et la salle des citations.
Lors du rapatriement de la Légion étrangère en métropole, les collections rejoignent la France, à partir de 1962 et sont stockées à Puyloubier. Mais compte tenu des délais d'installation et de construction des nouveaux bâtiments au Camp de la Demande, la pose de la première pierre, sous la présidence de Pierre Messmer, ministre des Armées, a lieu en 1964 et le musée ouvre ses portes le 30 avril 1966.
En 2003, le musée est restructuré ; par ailleurs, la nouvelle organisation implique la création d'une structure de soutien. La Société des amis du musée de la Légion étrangère (SAMLE) est alors créée à la demande du COMLE. Cette association assure le soutien juridique et financier du musée (achats d'objets de collections, fonctionnement, etc.).
Le musée obtient le label Musée de France par décret du Ministre de la Culture en 2011.
Fermé depuis le 12 mars 2012, le Musée est l'objet de travaux d'extension à partir de janvier 2011 jusqu'en 2013, travaux visant à doubler sa surface avec la construction d'une nouvelle aile de 1 000 m2.  Ce nouveau musée, appelé le « Louvre du légionnaire », a été inauguré le 30 avril 2013 après la prise d'arme de la cérémonie marquant le 150e anniversaire de la bataille de Camerone.
Après une inauguration symbolique le 30 avril 2013, il est rouvert au public depuis le 7 mai 2014.

## Organisation

### Le musée d'Aubagne
- Rez-de-chaussée

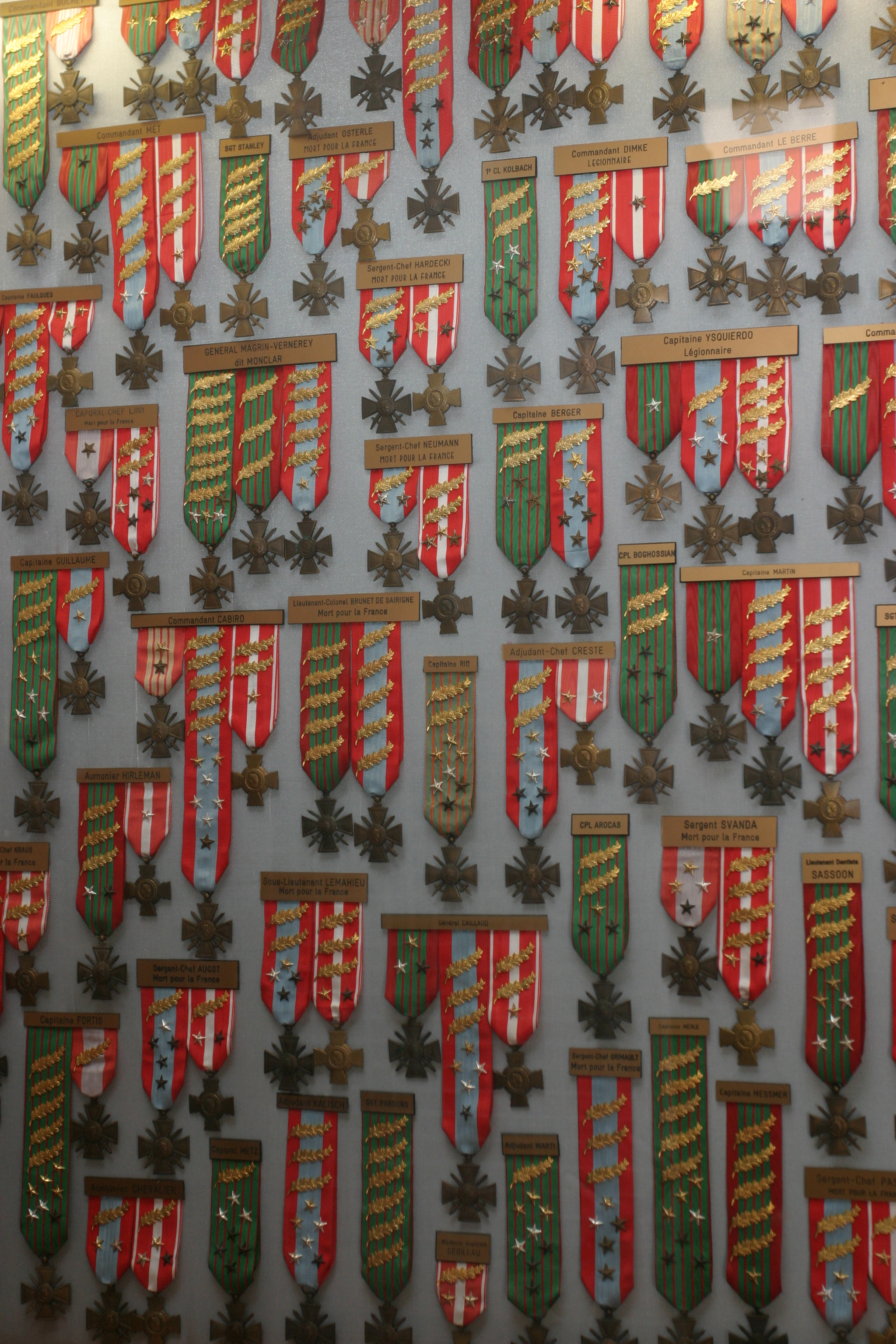
Quelques décorations en exposition au Musée

Le rez-de-chaussée comprend un vaste parcours permanent présentant l'histoire de la Légion étrangère depuis sa création jusqu'aux périodes contemporaines. Il est articulé en trois parties chronologiques : 1831-1914, 1914-1945 et 1945-2000. Ces espaces sont suivis par trois espaces thématiques : le légionnaire bâtisseur, le légionnaire d'aujourd'hui et une reprise des  panoplies de la salle d'honneur d'origine du 1er Étranger.

La visite s'achève par la salle d'honneur. Celle-ci voit passer tous les légionnaires puisque c'est dans cette salle qu'ils reçoivent leur premier contrat d'engagement ; c'est aussi dans cette salle qu'ils viennent s'entretenir une dernière fois avec leurs chefs avant de quitter l'Institution. Cette salle d'honneur débouche sur la crypte où sont gravés les noms de tous les officiers de Légion tombés pour la France. C'est aussi dans cette crypte qu'est conservée la main de bois articulée du capitaine Danjou, relique de la Légion, présentée aux troupes lors de la cérémonie solennelle de Camerone, le 30 avril.
- Extérieur

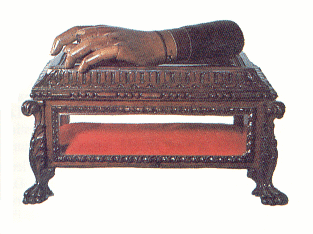
Main en bois du capitaine Jean Danjou

La cour du musée est occupée par des canons rapportés des différentes campagnes et par quelques pierres tombale, ramenées de campagnes lointaines. L'arrière du musée, donnant sur la place d'armes du 1er régiment étranger s'ouvre sur le monument aux morts de la Légion, grande sculpture, œuvre du sculpteur Pourquet, représentant une mappemonde gardée par quatre légionnaires et inaugurée en 1931 lors de la célébration du centenaire de la Légion étrangère à Sidi bel-Abbès. Cette sculpture fut entièrement démontée pour pouvoir être transportée lors du déménagement en 1962.

### Le musée de l'uniforme légionnaire
Né d'une collection privée, le musée de l'uniforme légionnaire est une extension du musée de la Légion délocalisé à Puyloubier, au sein de l'Institution des invalides de la Légion étrangère. Il regroupe 120 mannequins, illustrant les évolutions des uniformes depuis la création de la Légion étrangère en 1831 jusqu'à l'époque moderne.
Musée unique au monde, il a nécessité de nombreuses années de travail de la part d'un passionné (M Raymond Guyader) pour retrouver et mettre en place toutes les pièces d'équipement.
La collection est estimée à environ 18 000 pièces, présentées sur 150 mannequins.

### Le centre de documentation
Le centre de documentation, dirigé par l'adjoint du conservateur du Musée, est un espace de travail permettant aux chercheurs, auteurs, conférenciers de puiser dans le fonds documentaire de la Légion étrangère.
Fort de plus de 4 500 livres et de plus de 10 000 pièces dans son iconothèque, il a pour vocation de recenser les médias traitant de l'Institution.
Les consultations ont lieu sur autorisation du général commandant la Légion étrangère.

## Galerie

### Uniformes

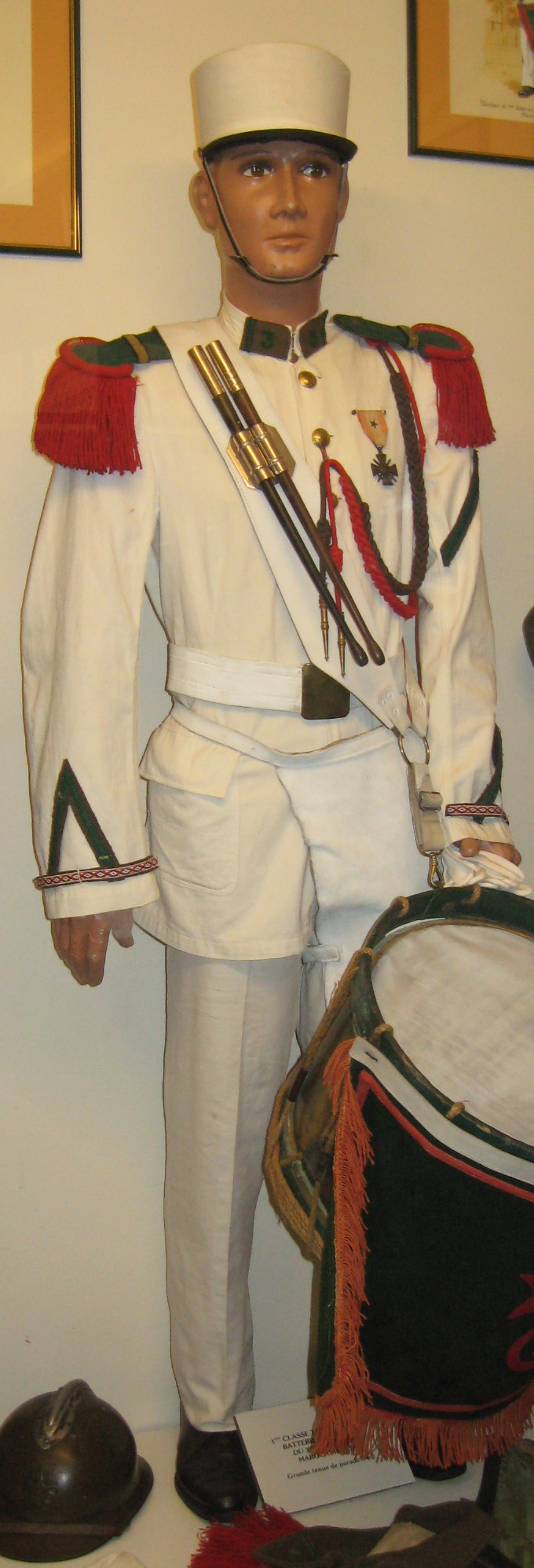
1CL tambour du 3e REI - 1931-1939 - Maroc
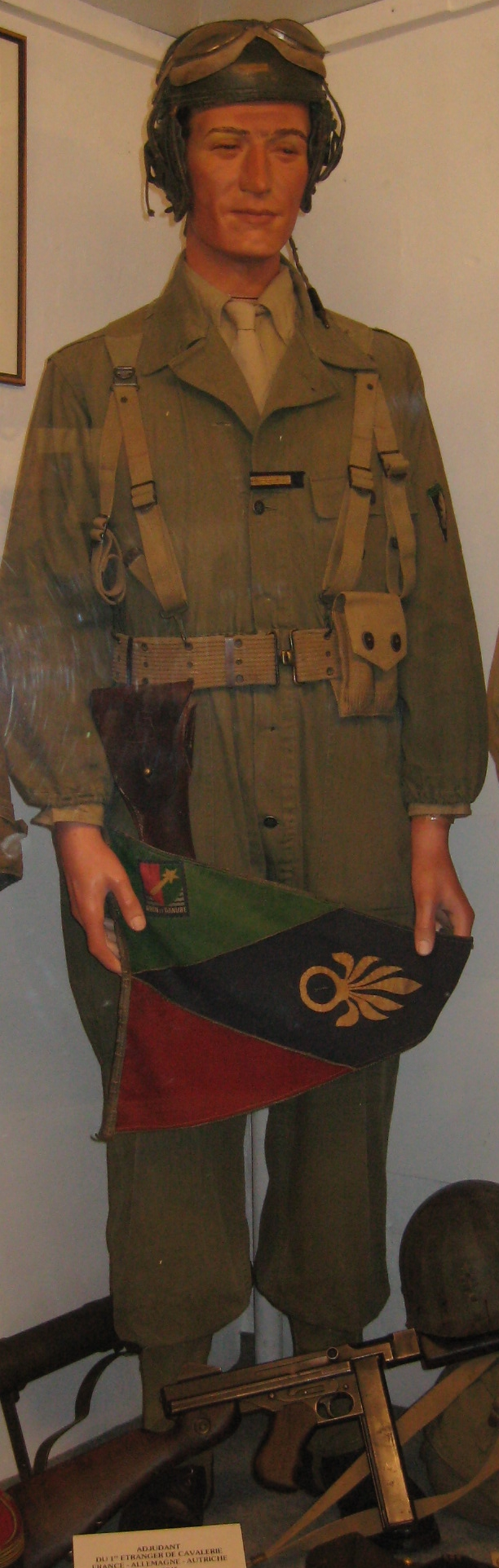
Adjudant du 1er REC - 1944-1945 - campagne de France et Allemagne
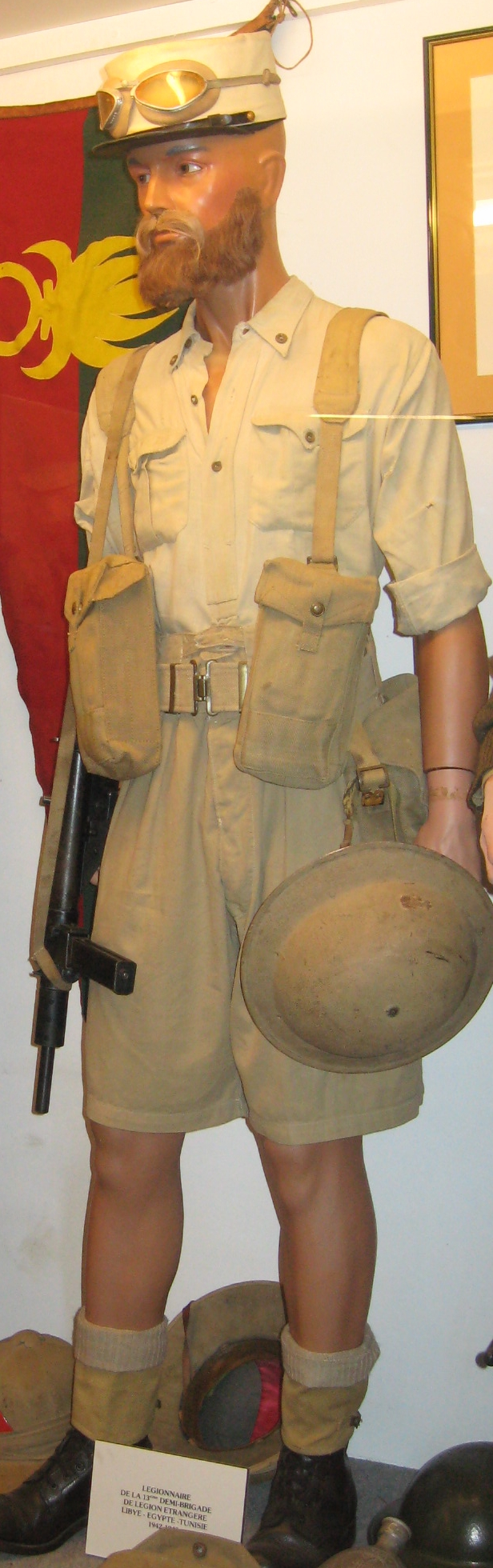
Légionnaire de la 13e DBLE
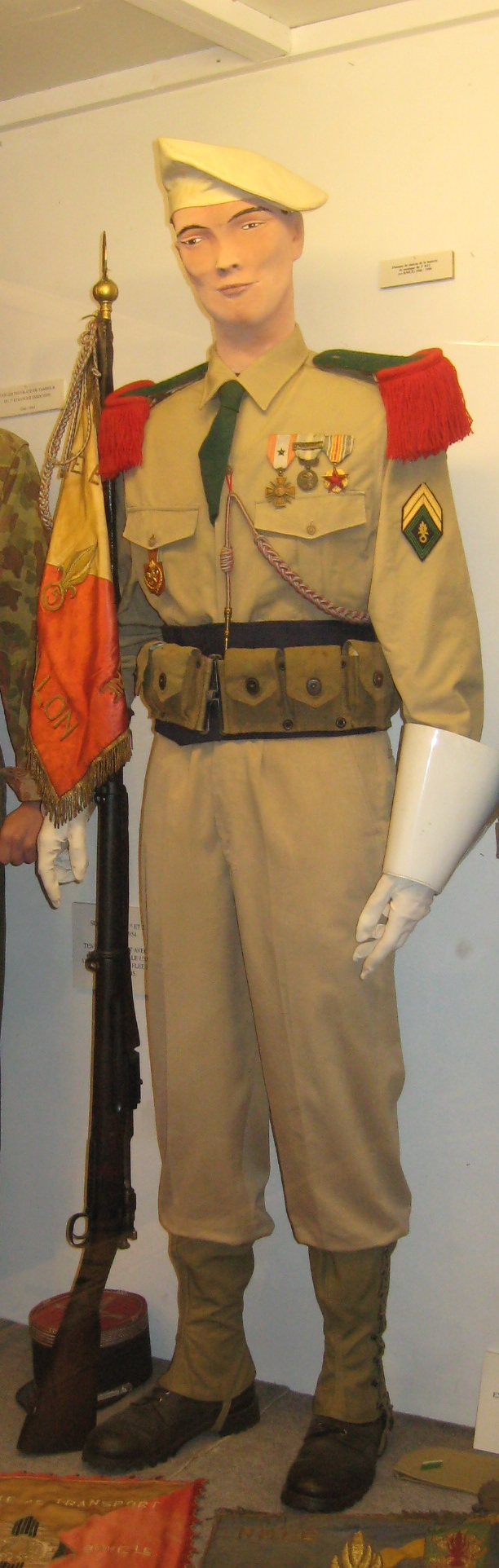
Sergent du Corps expéditionnaire français en Extrême-Orient - 1949-1952
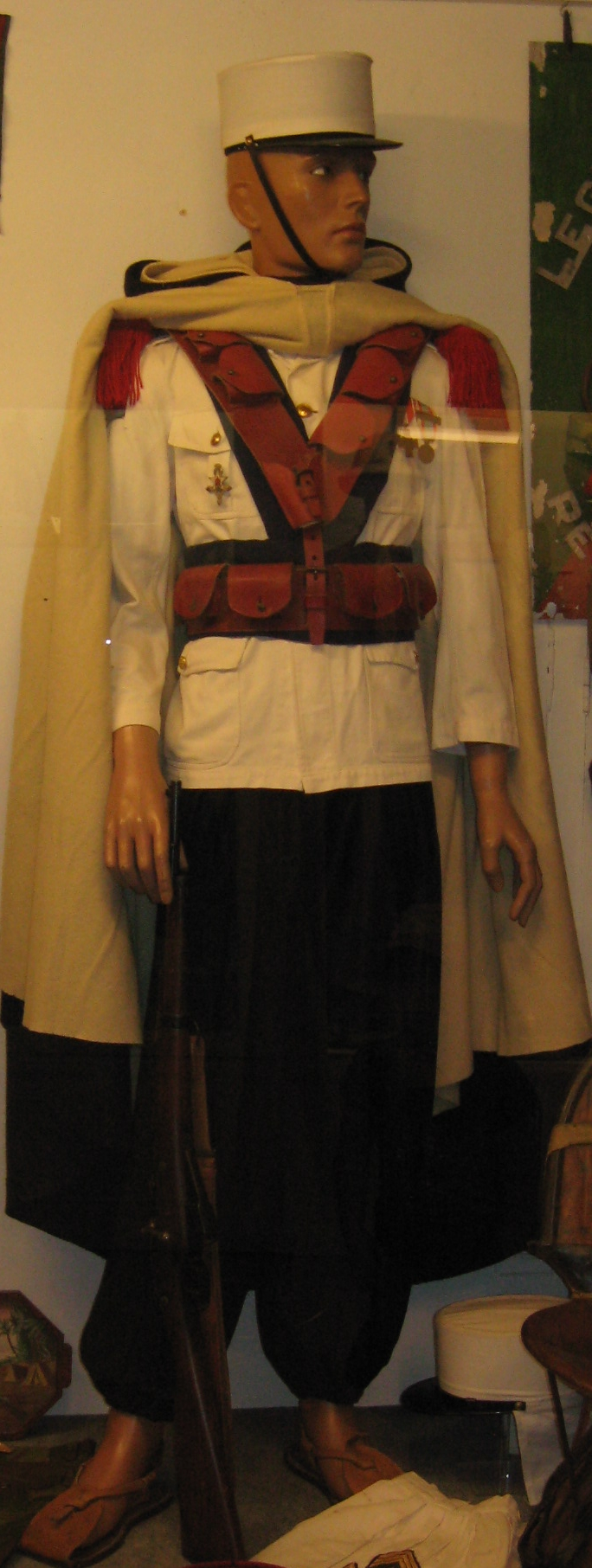
Légionnaire des CSPL
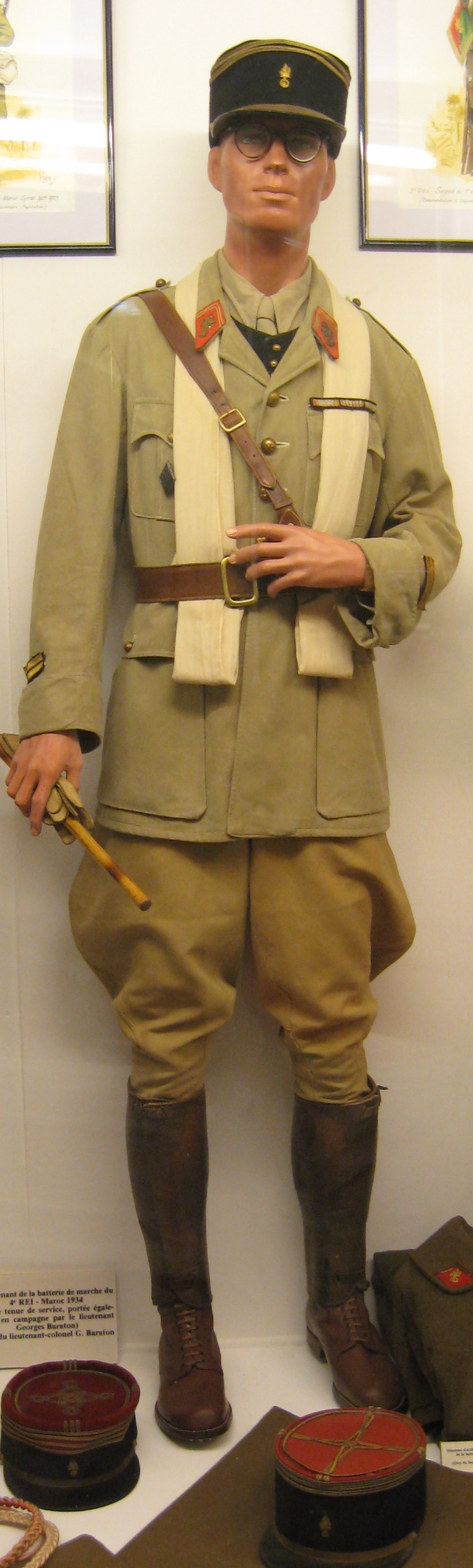
Lieutenant de la batterie de marche du 4e REI - 1934 - Maroc
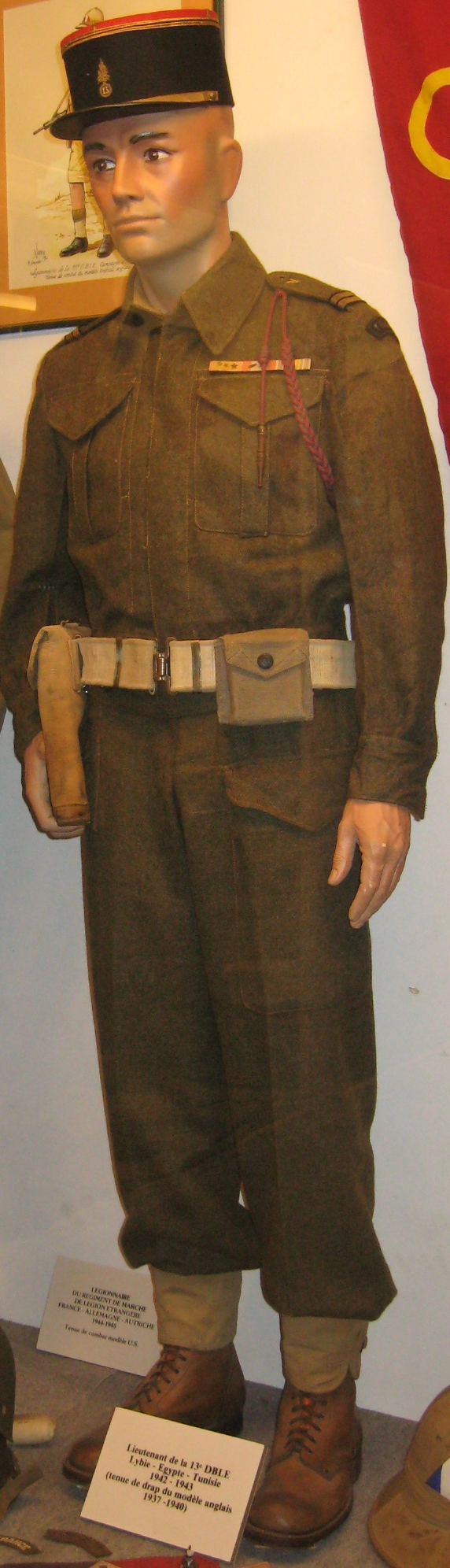
Lieutenant de la 13e DBLE - Afrique du Nord - 1942-1943
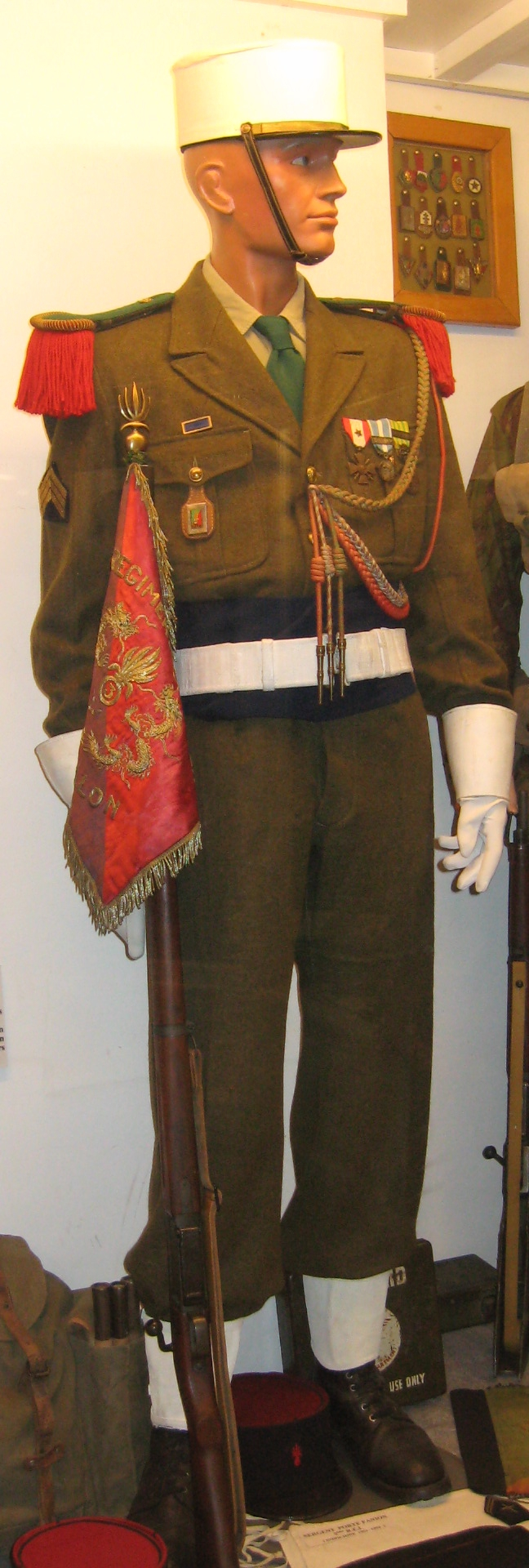
Sergent-chef porte-fanion au 3e REI - 1952-1954 - Indochine
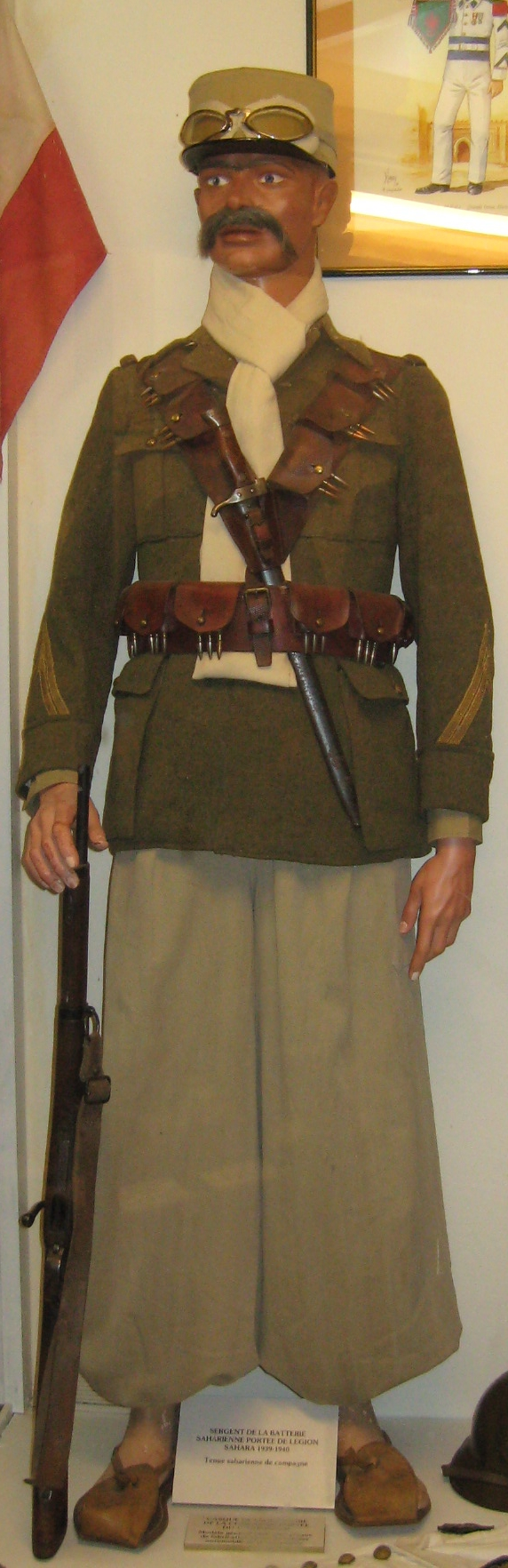
Sergent de la batterie saharienne portée - Sahara - 1939-1940

### Salles d'honneur régimentaires

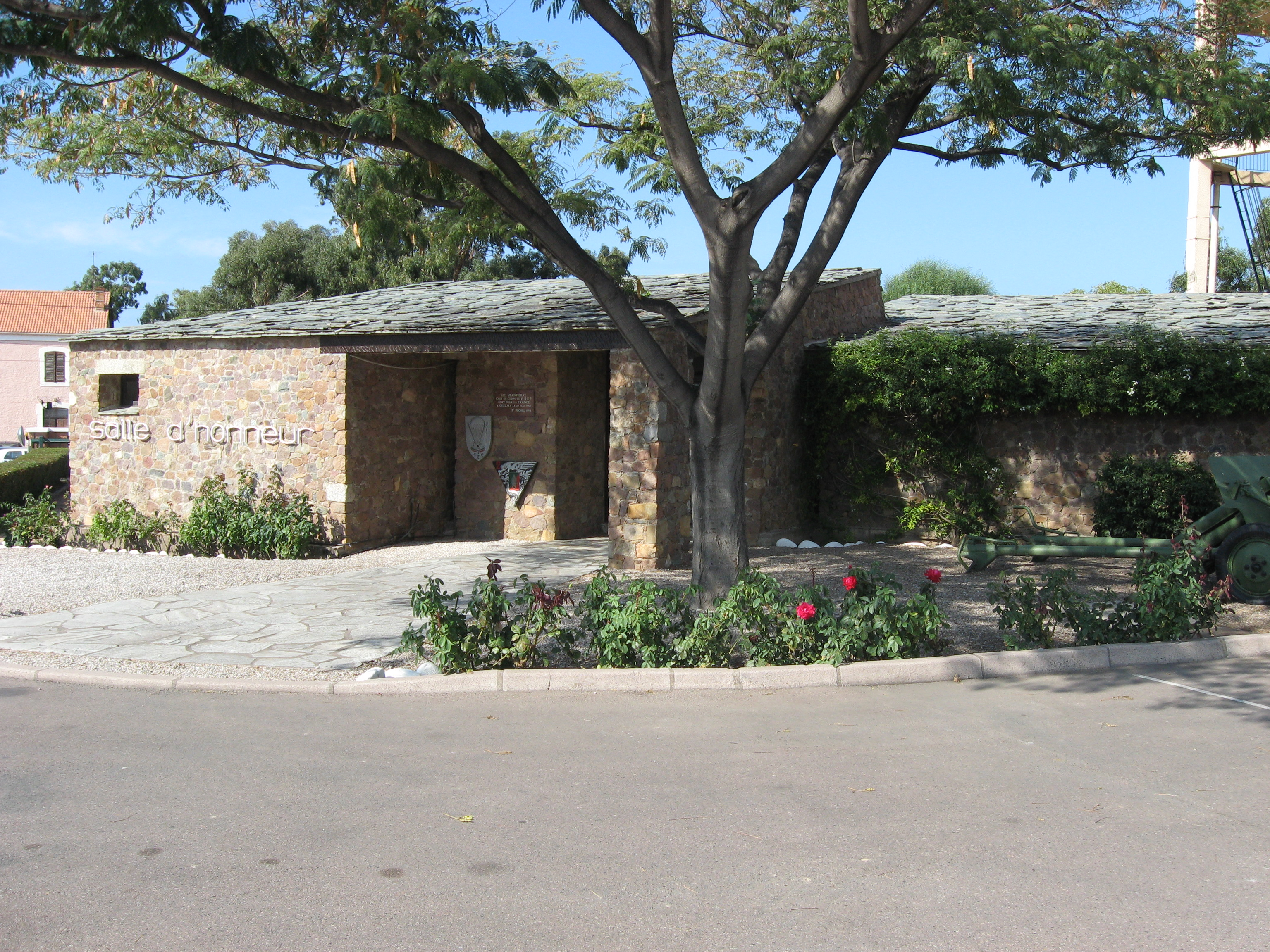
Salle d'Honneur des unités parachutistes de la Légion étrangère au Camp Raffalli du 2e REP en Corse.

## Fréquentation
| 2011   | 2012   | 2013 | 2014  | 2015   | 2016 | 2017 | 2018   | 2019   |
| ------ | ------ | ---- | ----- | ------ | ---- | ---- | ------ | ------ |
| 25 304 | 11 876 | ?    | 9 292 | 18 267 | ?    | ?    | 26 003 | 26 081 |

## Expositions temporaires[6]
- 2013 : 
  - La Légion dans la peau (photos de tatouages)
  - La Méditerranée, lorsque l’histoire se mêle au mythe
- 2014 :
  - Engagés Volontaires pour la Durée de la Guerre (EVDG)
- 2015 : 
  - La Légion dans la victoire, 1945
  - Les insignes
- 2016 : 
  - Beau geste : Hans Hartung peintre et légionnaire (16 avril - 28 août 2016) en partenariat avec la Ville d'Aubagne(Centre d'art contemporain les Pénitents noirs) et la Fondation Hans Hartung.
  - Mission Mode - Styles croisés (16 septembre 2016 au 15 janvier 2017), en lien avec le Chateau Borély, musée des Arts décoratifs, de la faïence et de la mode.
- 2017 : 
  - Légion et cinéma : Quand le cinéma s'empare du Képi Blanc (24 mars 2017 - 27 août 2017).
  - Entre terre et mer. L’aventure de la Légion étrangère dans l’océan Indien (21 septembre 2017 - 15 janvier 2018).
- 2018 :
  - 2è Rendez-vous de la photo Légion (1er février 2018 - 1er juin 2018).
  - Zinoview - Cendrars, deux légionnaires dans la Grande Guerre[7],[8] (15 juin 2018 - 6 janvier 2019).
- 2019 : 
  - Exposition de photos de Caroline Thirion, Légionnaires[9],[10] (9 février 2019 - 10 mars 2019).
  - Yom de Saint-Phalle, More Majorum (30 mars 2019 - 22 septembre 2019)
  - Exposition « Noël Légionnaire » (22 novembre 2019 - 5 janvier 2020)
- 2020
  - Exposition Invictus légions romaines et Légion d'aujourd'hui (de juin 2020 à mai 2021)
- 2021
  - Du Maroc au Levant : les deux jeunes centenaires de la Légion (1er REC et 4e RE) du 24 septembre 2021 au 20 mars 2022
- 2022
  - De Sidi Bel Abbès à Aubagne, 120 ans à Sidi Bel Abbès et l'arrivée à Aubagne du 30 avril 2022 à janvier 2023